# Громадянський мінімум
Громадянський мінімум — визначений законом мінімальний набір та обсяг суспільних благ, що має право безоплатно отримувати громадянин України у випадках, передбачених законом.

## Суть
Відповідно до проєкту закону про суспільну власність в Україні: 
- Громадянський мінімум встановлюється для громадян України, які досягли віку 16 років і постійно проживають на території України не менше 5 років.
- Громадянський мінімум є обов'язковим для забезпечення за заявою громадянина.
- Громадянський мінімум включає такі права для осіб, зазначених в частині першій цієї статті:
  1. право на отримання у користування земельної ділянки розміром:
    - у селах — не більше 0,25 гектара;
    - в селищах — не більше 0,15 гектара;
    - в містах — не більше 0,10 гектара;

  2. право на фінансування за рахунок загальнодержавних суспільних фондів споживання витрат на:
    - навчання у вищому навчальному закладі для отримання освітньо-кваліфікаційного рівня бакалавра;
    - народження та догляд за дитиною до 3-х років;
    - виплату базової (мінімальної) пенсії за віком, по інвалідності, у зв'язку із втратою годувальника;
    - виплату державної соціальної допомоги у випадках, передбачених законом.

Фінансування витрат, пов'язаних з наданням громадянського мінімуму, здійснюються коштом державного бюджету та загальнодержавних суспільних фондів споживання, а їх обсяг щорічно встановлюються законом.
Передача в індивідуальне користування земельної ділянки здійснюється на безоплатній основі.
Представницьким органом місцевого самоврядування у разі, якщо це прямо передбачено суспільним договором, може встановлюватись рівень громадянського забезпечення, що перевищує громадянський мінімум. При цьому:
- розмір земельної ділянки, що безоплатно передається особі в індивідуальне користування в межах рівня громадянського забезпечення не може перевищувати 2 гектари;
- додаткове фінансування витрат, понад обсяги, що здійснюються в межах громадянського мінімуму за рахунок коштів державного бюджету та загальнодержавних суспільних фондів споживання, може здійснюватись коштом територіальних суспільних фондів споживання, утворених відповідно до закону та суспільного договору.

Громадянський мінімум встановлюється на однаковому рівні для всіх громадян. Громадянський мінімум не може встановлюватись в різних розмірах вибірково для окремих категорій громадян.
Право на забезпечення земельною ділянкою та на фінансування витрат на навчання у вищому навчальному закладі в межах громадянського мінімуму може бути використане особою тільки один раз.

## Рівень громадянського забезпечення
Рівень громадянського забезпечення — рівень забезпечення осіб, що дорівнює або перевищує громадянський мінімум, який встановлюється відповідно до закону представницьким органом місцевого самоврядування на умовах, визначених суспільним договором.
Рівень громадянського забезпечення в частині, що перевищує громадянський мінімум, може встановлюватись в різних розмірах для окремих категорій громадян виключно за професійною ознакою, якщо це визначено суспільним договором. Встановлення рівня громадянського забезпечення у різних розмірах для різних категорій громадян, що визначені за будь-якою ознакою крім професійної, забороняється.
Не має права на отримання земельної ділянки в межах громадянського мінімуму особа, яка на дату звернення:
- вже використала своє право на отримання у користування земельної ділянки в межах громадянського мінімуму;
- має у власності земельну ділянку;
- має земельний пай.

## Виноски
1. ↑  СУСПІЛЬНА ВЛАСНІСТЬ В УКРАЇНІ - Громадянський мінімум. sites.google.com (укр.). Архів оригіналу за 28 серпня 2021. Процитовано 28 серпня 2021.
2. ↑  ІПС ЛІГА:ЗАКОН - система пошуку, аналізу та моніторингу нормативно-правової бази. ips.ligazakon.net. Архів оригіналу за 19 листопада 2021. Процитовано 28 серпня 2021.